# Deževci
Deževci är en ort i Kroatien.   Den ligger i länet Slavonien, i den östra delen av landet, 130 km öster om huvudstaden Zagreb. Deževci ligger 192 meter över havet och antalet invånare är 169.
Terrängen runt Deževci är kuperad åt sydväst, men åt nordost är den platt. Runt Deževci är det glesbefolkat, med 10 invånare per kvadratkilometer. Närmaste större samhälle är Požega, 13,5 km öster om Deževci. Omgivningarna runt Deževci är en mosaik av jordbruksmark och naturlig växtlighet.